# Visavadar
Visavadar (en guyaratí: વિસાવદર ) es una ciudad de la India en el distrito de Junagadh, estado de Guyarat.

## Geografía
Se encuentra a una altitud de 137 m s. n. m. a 370 km de la capital estatal, Gandhinagar, en la zona horaria UTC +5:30.

## Demografía
Según estimación 2011 contaba con una población de 18 673 habitantes.